# Nikolaï Astachkine
Nikolaï Nikolaïevitch Astachkine (en russe : Николай Николаевич Асташкин) est un joueur russe de volley-ball né le 19 mars 1991. Il mesure 2,01 m et joue central.

## Clubs
| Club       | De        | À   |
| ---------- | --------- | --- |
| Oural Oufa | 2011-2012 | ... |

## Palmarès
- Challenge Cup
  - Finaliste : 2013
- Championnat de Russie
  - Finaliste : 2013